# Ethel
Ethel ist ein weiblicher englischer Vorname.

## Herkunft und Bedeutung
Der Name Ethel ist eine Kurzform von mit Ethel- beginnenden englischen Vornamen wie Etheldreda. Das Namenselement ethel entspricht dem deutschen adal und bedeutet „edel“.

## Varianten
- Etel (finnisch)
- Etela (litauisch)
- Etele und Etzel (ungarisch)

## Namensträgerinnen
- Ethel Barrymore (1879–1959), US-amerikanische Schauspielerin
- Ethel Blume (1875–1918), deutsche Ärztin
- Ethel Caterham (* 1909), britische Altersrekordlerin
- Ethel Catherwood (1908–1987), kanadische Leichtathletin
- Ethel Clayton (1882–1966), US-amerikanische Filmschauspielerin
- Ethel Kennedy (1928–2024), Witwe von Robert F. Kennedy
- Ethel Lackie (1907–1979), US-amerikanische Schwimmerin
- Ethel Thomson Larcombe (1879–1965), englische Tennisspielerin
- Ethel Leginska (1886–1970), englische Pianistin, Dirigentin und Komponistin
- Ethel MacDonald (1909–1960), schottische Anarchistin und Aktivistin
- Ethel Merman (1908–1984), US-amerikanische Sängerin und Schauspielerin
- Ethel Remey (1895–1979), US-amerikanische Bühnen- und Fernsehdarstellerin
- Ethel Reschke (1911–1992), deutsche Schauspielerin
- Ethel Rosenberg (1915–1953), US-Amerikanerin und mutmaßliche sowjetische Spionin
- Ethel Smith (1907–1979), kanadische Leichtathletin
- Ethel Smith (1902–1996), US-amerikanische Organistin
- Ethel Smyth (1858–1944), englische Komponistin und Suffragette
- Ethel Snowden (1881–1951), englische Politikerin
- Ethel Stark (1910–2012), kanadische Dirigentin und Violinistin
- Ethel Lilian Voynich (1864–1960), englische Schriftstellerin und Komponistin
- Ethel Waters (1896–1977), US-amerikanische Sängerin und Schauspielerin
- Ethel Whitby (1898–1994), britische Ärztin
- Ethel Lina White (1876–1944), englische Schriftstellerin